# Arctosomma
Arctosomma là một chi nhện trong họ Lycosidae.